# 2023年至2024年速度滑冰世界杯中国北京站
2023–24年速度滑冰世界杯中国北京站即2023-24年速度滑冰世界杯第2站，于2023年11月17-19日在中国北京市国家速滑馆进行。

## 奖牌获得者

### 男子比赛
| 项目      | 金牌                                                               | 时间    | 银牌                                     | 时间    | 铜牌                                              | 时间    | 官方报告 |
| 500米 (1) | 森重航 · 日本（JPN）                                               | 34.72   | 村上右磨 · 日本（JPN）                   | 34.82   | 金俊昊 · 韩国（KOR）                              | 35.00   | [ 1 ]    |
| 500米 (2) | 森重航 · 日本（JPN）                                               | 34.69   | 洛朗·迪布勒伊 · 加拿大（CAN）            | 34.81   | 村上右磨 · 日本（JPN）                            | 34.82   | [ 2 ]    |
| 1000米    | 克耶尔德·努伊斯 · 荷兰（NED）                                      | 1:08.11 | 霍瓦尔·霍尔梅夫约尔·洛伦岑 · 挪威（NOR） | 1:08.99 | 宁忠岩 · 中国（CHN）                              | 1:09.03 | [ 3 ]    |
| 1500米    | 克耶尔德·努伊斯 · 荷兰（NED）                                      | 1:44.80 | 帕特里克·鲁斯特 · 荷兰（NED）            | 1:45.36 | 宁忠岩 · 中国（CHN）                              | 1:45.51 | [ 4 ]    |
| 5000米    | 帕特里克·鲁斯特 · 荷兰（NED）                                      | 6:11.40 | 达维德·吉奥托 · 義大利（ITA）            | 6:14.25 | 桑德尔·艾特雷姆 · 挪威（NOR）                     | 6:15.42 | [ 5 ]    |
| 集体出发A | 安德烈亚·焦万尼尼 · 義大利（ITA）                                  | 61      | Daniele Di Stefano · 義大利（ITA）       | 40      | 巴尔特·斯温斯 · 比利时（BEL）                     | 22      | [ 6 ]    |
| 团体竞速  | 美国 · Conor McDermott-Mostowy · 库珀·麦克劳德 · 扎克·施托佩尔摩尔 | 1:20.27 | 中国 · 宁忠岩 · 都浩楠 · 刘斌            | 1:20.72 | 荷蘭 · 亚诺·博特曼 · 海因·奥特斯佩尔 · Wesly Dijs | 1:20.73 | [ 7 ]    |

A  在集体出发中，比赛积分根据中间冲刺和最后冲刺的成绩在比赛中累计。获得最多比赛积分的选手即为获胜者。

### 女子比赛
| 项目      | 金牌                                                        | 时间    | 银牌                                                         | 时间    | 铜牌                                                       | 时间    | 官方报告 |
| 500米 (1) | 埃琳·杰克逊 · 美国（USA）                                   | 37.91   | 基米·戈茨 · 美国（USA）                                      | 37.92   | 金旼鲜 · 韩国（KOR）                                       | 38.00   | [ 8 ]    |
| 500米 (2) | 埃琳·杰克逊 · 美国（USA）                                   | 37.54   | 金旼鲜 · 韩国（KOR）                                         | 37.85   | 尤塔·莱尔丹 · 荷兰（NED）                                  | 37.88   | [ 9 ]    |
| 1000米    | 高木美帆 · 日本（JPN）                                      | 1:14.44 | 基米·戈茨 · 美国（USA）                                      | 1:14.45 | 尤塔·莱尔丹 · 荷兰（NED）                                  | 1:14.88 | [ 10 ]   |
| 1500 m    | 高木美帆 · 日本（JPN）                                      | 1:55.52 | 韩梅 · 中国（CHN）                                           | 1:55.92 | 李奇时 · 中国（CHN）                                       | 1:57.01 | [ 11 ]   |
| 3000米    | 朗妮·维克隆 · 挪威（NOR）                                   | 4:03.41 | 马丁娜·萨布利科娃 · 捷克（CZE）                              | 4:04.86 | 韩梅 · 中国（CHN）                                         | 4:05.45 | [ 12 ]   |
| 集体出发A | 玛丽克·格勒内沃德 · 荷兰（NED）                             | 63      | 伊万妮·布隆丁 · 加拿大（CAN）                                | 40      | 瓦莱里·马太 · 加拿大（CAN）                                | 20      | [ 13 ]   |
| 团体竞速  | 荷蘭 · Naomi Verkerk · Helga Drost · 安托瓦内特·赖普马-德容 | 1:27.74 | 加拿大 · 伊万妮·布隆丁 · 布鲁克林·麦克杜格尔 · 麦迪逊·皮尔曼 | 1:28.76 | 波蘭 · Martyna Baran · 卡罗利娜·博谢克 · 安杰莉卡·武伊齐克 | 1:29.09 | [ 14 ]   |

A  在集体出发中，比赛积分根据中间冲刺和最后冲刺的成绩在比赛中累计。获得最多比赛积分的选手即为获胜者。